# Афучжило
Афучжило (кит. 阿伏至羅, пиньинь Āfúzhìluó) — первый князь (бек) телеутского государства Гаоцзюй с 480 года по 496 год.

## Правление
Когда в 487 году жужаньский каган Доулунь напал на династию Северной Вэй, Афучжило и его младший брат Цзюнци повели более 100 тысяч человек на запад Гаоцзюй. Он восстал против жужаней и двинулся на запад. После этого он много раз побежал[что?] жужаней, что бы заставить Доулуна мигрировать на восток, он также отдал дань уважения Северной Вэй и вместе сражался с жужанями. Афучжило убил поддерживающего Жужаньский каганат короля Гаочана Хана Шоугуя и вернулся домой, сделал Чжэн Мэнмина королем Гаочан, и завоевал Шаньшань. После этого шум[что?] Центральной Азии напал на Гаоцзюй, Цзюнци был убит, а Гаоче отказался[что?]. Эфталиты убили Балияна, наследника Афучжило, и сделали королем сына Чунчи Мивоту, а Гаоцзюй стал вассалом Эфталитов.
После смерти жужанского правителя Юйчэна в 485 году, его воинственный сын Доулунь вёл новые войны против Тоба Северной Вэй.
После разногласий Афучжило предал его, и в 487 году вместе со своим младшим двоюродным братом Цзюнци им удалось своим кланом из более чем 100 тысяч юрт сбежать от преследующих армий во главе с Доулуном и его дядей Нагаем (англ.), победив их.
После того, как они поселились[где?], он основал государство под названием Улу Беглик. Как и поздние Киби и Сюеянто в 605 году, Фуфулуо разделили свое правление между севером и югом в Джунгарии.

## Примечание
1. ↑  Dániel Balogh. Hunnic Peoples in Central and South Asia: Sources for their Origin and History. — Barkhuis, 2020-03-12. — 469 с. — ISBN 978-94-93194-01-4. Архивировано 20 августа 2023 года.
2. ↑  Дуань, «Динлины, Гаоцзюй и Теле», стр. 38, 217—219, 366—367.
3. ↑  Пуллибланк, Э., «Центральная Азия и некитайские народы Древнего Китая», стр. VII 21-26.